# مات وليامز (مخرج أفلام)
مات وليامز (بالإنجليزية: Matt Williams)‏ (و. 1964  م) هو مخرج أفلام، وكاتب مسرحي، وكاتب سيناريو، وممثل، ومنتج أفلام أمريكي، ولد في إيفانسفيل.

## التعليم
تعلم في جامعة إيفانسفيل
.

## وصلات خارجية
- مات وليامز على موقع IMDb (الإنجليزية)
- مات وليامز على موقع ألو سيني (الفرنسية)
- مات وليامز على موقع أول موفي (الإنجليزية)
- مات وليامز على موقع قاعدة بيانات الأفلام السويدية (السويدية)
- مات وليامز على موقع قاعدة بيانات الفيلم (الإنجليزية)
- مات وليامز على موقع كينوبويسك (الروسية)